# Jennifer Messelierová
Jennifer Messelierová (* 23. dubna 1991, Tourcoing, Nord-Pas de Calais, Francie) je francouzská topmodelka a vítězka Elite Model Look 2007.

## Kariéra
Zvítězila na světového finále 24. ročníku soutěže Elite Model Look, který se konal 21. dubna 2008 v Obecním domě v Praze. Zde se umístila na 3. místě i česká topmodelka Hana Jiříčková.